# 马里恩 (阿拉巴马州)
马里恩（英文：Marion），是美国阿拉巴马州下属的一座城市。面积约为10.57平方英里（约合27.36平方公里）。根据2010年美国人口普查，该市有人口3,686人，人口密度为348.85/平方英里（约合134.72/平方公里）。